# Poursuite (droit)
Pour les articles homonymes, voir Poursuite.
En droit, une poursuite est une action en justice intentée contre une personne. Le terme est généralement utilisé dans un contexte de droit pénal. En droit civil canadien, on favorisera le terme « action civile » (plutôt que poursuite civile).
En Suisse, l'expression « mettre aux poursuites » signifie intenter une action ayant pour objet une somme d'argent ou des sûretés à fournir dans le cas d'une dette. L'action se fait sur la base de la loi fédérale sur la poursuite pour dettes et la faillite (abrégée LP).

## Types
Il existe plusieurs natures de poursuite :
- poursuite abusive[3] (synonymes : poursuite stratégique contre la mobilisation publique, poursuite-bâillon, poursuite stratégique) ;
- poursuite pénale (aussi appelée poursuite criminelle)[4] ;
- poursuite en dommages et intérêts[5], ou action civile ;
- poursuite fiscale ;
- poursuite en diffamations.

Éléments déclencheurs en droit pénal :
- poursuite d'office : infractions poursuivies dès que les autorités pénales (police ou ministère public) en ont connaissance ;
- poursuite sur plaine : infractions, généralement moins graves, poursuivies que si la victime porte plainte.